# Clitoris

Tekening van het clitorale complex

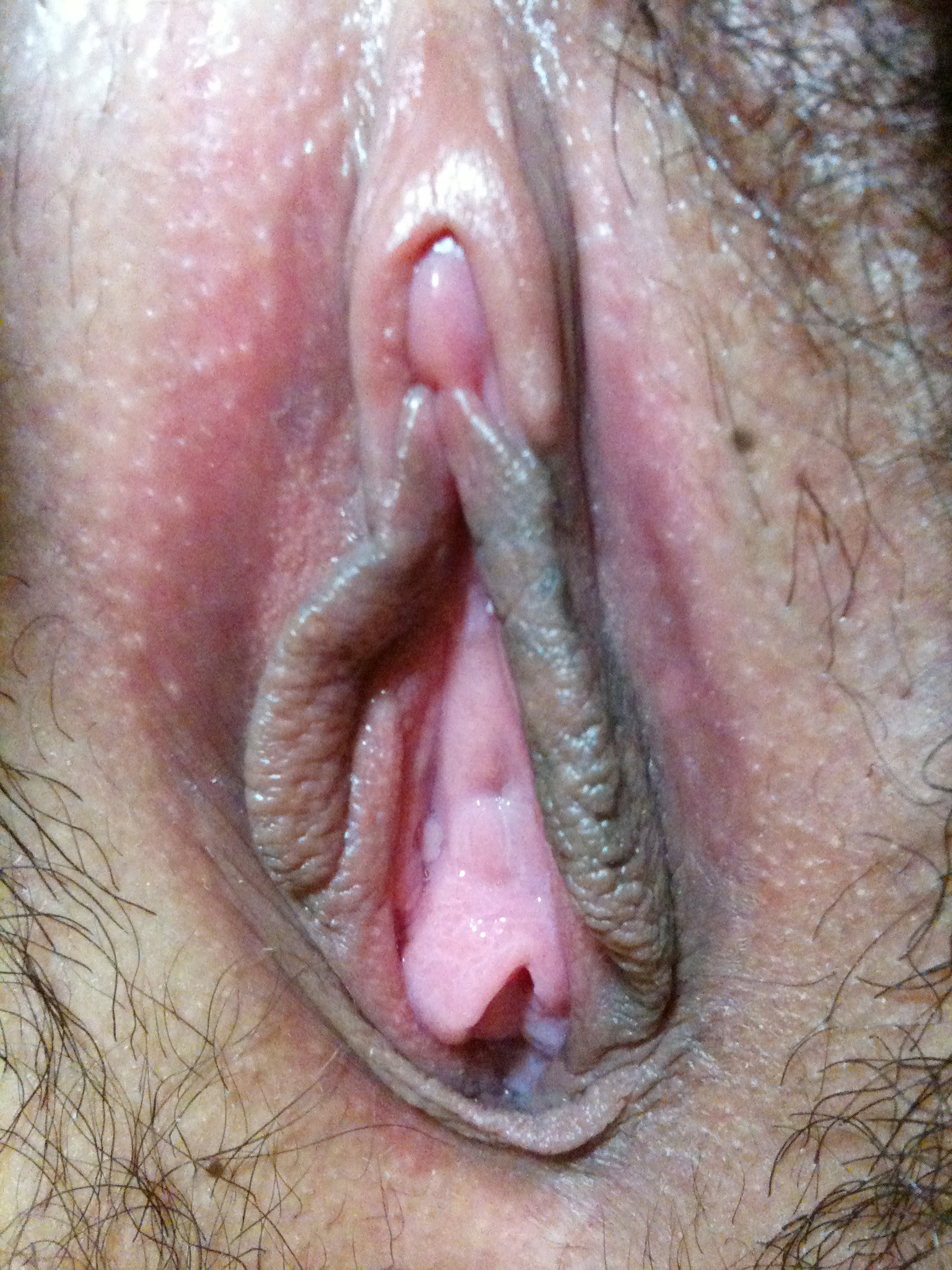
De clitoris boven in de vulva

De clitoris, ook kittelaar of clit, is een deel van het vrouwelijk geslachtsorgaan.
Een clitoris is groter dan het zichtbare deel dat boven de huid uitsteekt. De lengte is ongeveer 10 cm waarvan slechts 2 cm zichtbaar is. Het zichtbare deel van de clitoris ligt aan de bovenzijde tussen de buitenste schaamlippen, op het punt waar de binnenste schaamlippen samenkomen. Dit deel, wordt de glans clitoridis genoemd en ziet eruit als een klein roze bolletje van een paar milliliter groot. De glans clitoridis bevat zeer veel zenuwuiteinden en is gevoelig voor seksuele opwinding. Het wordt afgeschermd door de clitorishoed, en komt hieruit tevoorschijn bij de erectie van de clitoris.

## Etymologie
Het woord clitoris (meervoud clitorissen) heeft de klemtoon op de eerste lettergreep. Clitoris is een Neolatijns woord (met meervoudsvorm clitores), afkomstig uit het Grieks (kleitoris), met de betekenis dat wat omsloten ligt. Kittelaar is verwant aan het werkwoord kittelen, een nevenvorm van kietelen.

## Erectie
De clitoris krijgt net als de penis van een man een erectie bij seksuele opwinding. Doordat de clitoris zich onder de schaamlippen bevindt is deze over het algemeen alleen zichtbaar door de schaamlippen opzij te duwen.

## Vrouwelijk orgasme
Stimulatie van de clitoris kan leiden tot een orgasme. Wanneer een vrouw dicht bij een orgasme komt, verdwijnt de glans clitoridis in een huidplooi. Het stimuleren van de glans clitoridis kan door te vingeren door de vrouw zelf bij masturbatie of door een partner. Een partner kan de glans clitoridis likken met de tong (cunnilingus of beffen). Een andere manier van stimulatie van de clitoris is met behulp van een vibrator. Stimuleren kan ook plaatsvinden door met de glans clitoridis ergens tegenaan te schuren.
Het grootste gedeelte van de clitoris is verborgen in het lichaam. Bij geslachtsgemeenschap kan de clitoris vanuit de vagina worden gestimuleerd en kúnnen vrouwen klaarkomen, mits de opwinding groot genoeg is. Niet alle vrouwen kunnen door alleen penetratie een orgasme bereiken. Uit onderzoek van Nederlandse hoogleraar seksuologie Ellen Laan blijkt dat 67 procent van de vrouwen klaarkomt bij stimulatie van de glans clitoridis, in tegenstelling tot slechts 25 procent bij enkel penetratie.
Over de functie van het orgasme van de vrouw bestaan verschillende hypothesen. Een functie van de clitoris is de vrouw seksueel genot te laten beleven. Een theorie is dat het verkrijgen van een orgasme bij een bepaalde partner bijdraagt aan de paarbinding. Een vrouw komt over het algemeen makkelijker tot een orgasme bij een op haar ingespeelde partner. Dit vergroot derhalve de paarbinding. Sterke paarbinding tussen man en vrouw is een belangrijke factor voor het overleven van het nageslacht.
In totaal zijn er meer dan 10.000 zenuwuiteinden verbonden met de clitoris die zorgen voor sensaties in het brein (ter vergelijking: de eikel van een penis bevat 4000 zenuwuiteinden). 

## Embryonale ontwikkeling en medische afwijkingen
In een vrouwelijk embryo vormt de clitoris zich uit hetzelfde weefsel waaruit zich bij een mannelijk embryo de penis ontwikkelt. Zo is de glans clitoridis homoloog aan de eikel van de man. Door de invloed van testosteron vormt zich uit dit weefsel bij een man de penis. 
Het genitale uitsteeksel groeit bij de vrouw uit tot de clitoris, de spleet tot de vaginaopening, uit de labioscrotale zwellingen ontstaan de grote schaamlippen en uit de van de cloacaplooien afgeleide urogenitale plooien de kleine schaamlippen.
Het zichtbare gedeelte van de clitoris (bij de man overeenkomend met de eikel) is overdekt door een stukje huid, dat overeenkomt met de voorhuid bij een man. In sommige gevallen kan een genetisch vrouwelijke embryo een vergrote clitoris of penis ontwikkelen. Men spreekt dan van interseksualiteit. Indien er sprake is van een abnormale vergroting van de clitoris spreekt men van clitoromegalie of clitorisme.

## Besnijdenis
Binnen sommige culturen bestaat het gebruik om de clitoris bij de vrouw te verwijderen, clitoridectomie genoemd. Bij meisjesbesnijdenis wordt het zichtbare deel, de glans clitoridis weggesneden. Het inwendige deel van circa 8 cm blijft intact.

## Geschiedenis
Teksten waarin de clitoris wordt vermeld zijn al bekend uit de oudheid. Doordat de invloedrijke Galenos dit orgaan niet beschreef, raakten literaire of medische teksten over het bestaan ervan op de achtergrond, al bleef het aan bod komen bij auteurs als Caelius Aurelianus (5e eeuw), Avicenna (980-1037) en Henri de Mondeville (ca. 1260-1320). In de 16e eeuw beschreven Charles Estienne, Matteo Realdo Colombo en Gabriele Falloppio de clitoris. Een meer uitgebreide studie werd geleverd door Reinier de Graaf in zijn boek De mulierum organis generationi inservientibus tractatus novus (1672). De clitoris kreeg toen lange tijd weinig aandacht, mede door foutieve aannames die Sigmund Freud deed over de clitoris. Zo was er bijvoorbeeld lange tijd niets terug te vinden over dit deel van het vrouwelijk geslachtsorgaan in de medische handboeken. Begin 20e eeuw werd de clitoris in Gray's Anatomy opgenomen, maar ze verdween weer uit de editie van 1948. Pas in 1998 herontdekte de Australische uroloog Helen O'connell het inwendige deel van de clitoris en kwam er erkenning voor de clitoris in haar complete vorm. In 2009 is de clitoris voor het eerst in een driedimensionale echografie gepresenteerd door de Franse wetenschappers Odile Buisson en Pièrre Foldes. 

## Verwijzingen
1. ↑  His, W. (1895). Die anatomische Nomenclatur. Nomina Anatomica. Der von der Anatomischen Gesellschaft auf ihrer IX. Versammlung in Basel angenommenen Namen. Leipzig: Verlag Veit & Comp.
2. ↑  Kloosterhuis, G. (1965). Praktisch verklarend zakwoordenboek der geneeskunde (9de druk). Den Haag: Van Goor Zonen.
3. 1 2  De-man-heeft-altijd-zin – en andere seksfabels op het hakblok. NRC. Gearchiveerd op 4 februari 2022. Geraadpleegd op 4 februari 2022.
4. ↑  Uloko, Maria, Isabey, Erika P., Peters, Blair R.  (27 februari 2023). How many nerve fibers innervate the human glans clitoris: a histomorphometric evaluation of the dorsal nerve of the clitoris. The Journal of Sexual Medicine  20 (3): 247–252. ISSN:1743-6109. PMID: 36763957. DOI:10.1093/jsxmed/qdac027.
5. ↑  Weiss, Suzannah, Waarom de clitoris uit medische boeken verdween. Vice (8 januari 2018). Geraadpleegd op 21 september 2023.
6. ↑  (en) Female Sexual Pleasure | Psychology Today. www.psychologytoday.com. Geraadpleegd op 21 september 2023.
7. ↑  O'CONNELL, HELEN E., HUTSON, JOHN M., ANDERSON, COLIN R., PLENTER, ROBERT J.  (1998-06). ANATOMICAL RELATIONSHIP BETWEEN URETHRA AND CLITORIS. The Journal of Urology  : 1892–1897. ISSN:0022-5347. DOI:10.1097/00005392-199806000-00031.
8. ↑  Foldes, Pierre, Buisson, Odile  (2009-05). The clitoral complex: a dynamic sonographic study. The Journal of Sexual Medicine  6 (5): 1223–1231. ISSN:1743-6109. PMID: 19453931. DOI:10.1111/j.1743-6109.2009.01231.x.